# Lonchaea teratosa
Lonchaea teratosa är en tvåvingeart som beskrevs av Mcalpine 1964. Lonchaea teratosa ingår i släktet Lonchaea och familjen stjärtflugor. Inga underarter finns listade i Catalogue of Life.